# Steinebrück (Aachen)
Steinebrück ist ein Ortsteil der Stadt Aachen und der 46. statistische Bezirk im Aachener Stadtbezirk Aachen-Mitte. Er umfasst eine Fläche von rund 11 Quadratkilometern mit etwa 7000 Einwohnern. Der Ortsteil gliedert sich in die Siedlungen Siegel, Alt-Steinebrück mit Diepenbenden und Köpfchen. Sein Name resultiert von einer seit dem späten Mittelalter bestehenden steinernen Brücke über den Wurmbach.

## Lage
Steinebrück grenzt im Westen an die Aachener Ortsteile Bildchen und Ronheide, im Norden und Nordosten an Burtscheid und im Osten an die Beverau. Der Süden von Steinebrück ist geprägt durch die ehemalige sogenannte Aachener Heide, eine alte Landschaftsbezeichnung für das Gebiet, geprägt von Weideflächen, Heckeneinfassungen und ehemaligen Mühlenteichen sowie mehreren Hofanlagen des 18./19. Jahrhunderts. Diese geht über in den Aachener Wald mit seinen Naherholungseinrichtungen und an dessen Südrand heute die deutsch-belgische Grenze, in alten Zeiten die Grenze des Aachener Reiches, markiert durch den Aachener Landgraben, verläuft. Dieses Gebiet ist zugleich das Quellgebiet der Wurm, die den Ortsteil maßgeblich geprägt hat. Bis 1897 lag Steinebrück auf dem Territorium der Stadt Burtscheid und wurde nach deren Eingemeindung in die Stadt Aachen städtischer Grund. Lediglich die heutige Pfarre St. Gregorius verweist mit ihrer Zugehörigkeit zur Gemeinschaft der Gemeinden (GdG) Aachen-Burtscheid auf die alte Ortsverbundenheit. Zentral durch den Ortsteil verläuft die Eupener Straße (B57), die von Aachen-Zentrum aus nach Eupen und auf belgischer Seite als Aachener Straße (N68) weiterverläuft.

## Geschichte
Bereits zu Zeiten von Karl dem Großen war das Heide- und Waldgebiet südlich des Aachener Stadtzentrums ein beliebtes Jagdrevier. Mit der Einrichtung mehrerer Mühlen entlang der Wurm im 16. Jahrhundert wurde der Landstrich allmählich bewohnter. So entstanden zunächst im Bereich von Diepenbenden, was so viel wie „tiefe Wiesen“ bedeutet und in etwa identisch mit der früheren Aachener Heide ist, die Faulenbroich- und die Guedensmühle, die auch Untere Diepenbendener Mühle genannt wurde, aus der sich ab 1616 das Gut Diepenbenden entwickelte, in dem 1816 der Maler Alfred Rethel geboren wurde. Aus den ehemaligen Mühlenteichen wurde 1927 durch Arbeiter der Erwerbslosen-Fürsorge die Stauanlage Diepenbenden angelegt. Der Name der dortigen Straße Diepenbenden geht entsprechend auf den alten Flurnamen und die geografischen Eigenschaften zurück.
Im Zentrum von Steinebrück wurden in der Folge unter anderem die Steinebrücker Mühle im 18. Jahrhundert und Jahre später drei weitere Mühlenbetriebe gegründet, von denen nur noch die Eismühle erhalten geblieben ist. Später siedelten sich immer häufiger besonders betuchte Aachener auf dem Gebiet von Steinebrück an, darunter Angehörige der Industriellenfamilien Henry Suermondt und Georg Talbot sowie im 20. Jahrhundert das Unternehmerehepaar Irene und Peter Ludwig, deren Villa heutzutage die Geschäftsstelle der Aachener Peter und Irene Ludwig Stiftung ist, sowie die Familie des Immobilienunternehmer Anno August Jagdfeld. Es folgten soziale Einrichtungen wie die neue Pfarrkirche St. Gregorius, Altenheime, Sportanlagen, kleinere Geschäfte und Arztpraxen.
Ende des 19. bis in die erste Hälfte des 20. Jahrhunderts wurden die Flächen zwischen dem Ortszentrum von Steinebrück und Burtscheid südlich und westlich der Straße Siegelallee und der St. Vither Straße systematisch erschlossen und mit modernen Ein- und Mehrfamilienhäusern bebaut. Anfang des 20. Jahrhunderts wurde am Rande dieser Siedlung ein einfacher Sportplatz für Fuß- und Feldhandballvereine eingerichtet und 1982 die evangelische Immanuelkirche errichtet. So wuchs allmählich die Siedlung Siegel bis hinauf zum namensgebenden Forsthaus Siegel, das selbst noch auf Burtscheider Grund steht und dessen Name wiederum von „Ziegel“ herrührt.

## Ortscharakteristik, Einrichtungen und Sehenswürdigkeiten (Auswahl)
Der Ortsteil Steinebrück ist ländlich geprägt mit zahlreichen alten Gutshöfen wie beispielsweise Gut Chorusberg, Gut Grindel, Gut Thönnesrath, Gut Waldhausen, Gut Weyern sowie mit repräsentativen Herrenhäusern wie die Eberburg, Herffs Erb oder der Johanneshof. Darüber hinaus haben sich im Laufe der Zeit mehrere Institutionen und Einrichtungen angesiedelt, Sport- und Freizeitanlagen wurden gebaut und die Infrastruktur verbessert. Nennenswert sind im Einzelnen unter anderem:
- aus alten Zeiten das Gut Bodenhof, von dem nur noch das einstige Hauptportal, einige Mauersockel und eine Bogenbrücke erhalten geblieben sind, und auf dessen Areal die Fachhochschule Aachen ein Lehr- und Forschungsgebäude errichtet hat,
- ebenso das Gut Diepenbenden an der Stauanlage Diepenbenden mit dem dortigen Ausflugslokal „Haus am See“ und den Aktivitäten des Aachener Modellboot-Clubs 1960 e. V.,
- der ehemalige Wachturm Alt-Linzenshäuschen, in dem seit Anfang 2023 ein Cateringlokal beheimatet ist,
- das 1927 angelegte Aachener Waldstadion, auf dem internationale Sportgrößen ihre Wettkämpfe absolviert haben und das die zentrale Trainingsstätte unter anderem der Leichtathletikabteilungen von Alemannia Aachen, DLC Aachen, DJK Frankenberg Aachen ist,[4]
- der fischreiche Stauweiher Kupferbach, der zusammen mit dem nördlich angrenzenden Waldstadion und dem Gut Waldhausen mit seinen Wiesenflächen einen geschützten Kulturlandschaftsbereich bildet[5],
- der Sportplatz „Am Chorusberg“, auf dem die Aachener TG beheimatet ist,
- der Kunstrasenplatz des „VfL 1905 Aachen“ mit seiner Lacrosse-Abteilung,
- die Pfarre St. Gregorius mit ihrem im Jahr 2020 angelegtem Kolumbarium,
- das Bischöfliche Pius-Gymnasium Aachen an der Eupener Straße
- die Pflegeheime Papst-Johannes-Stift und das Lourdesheim

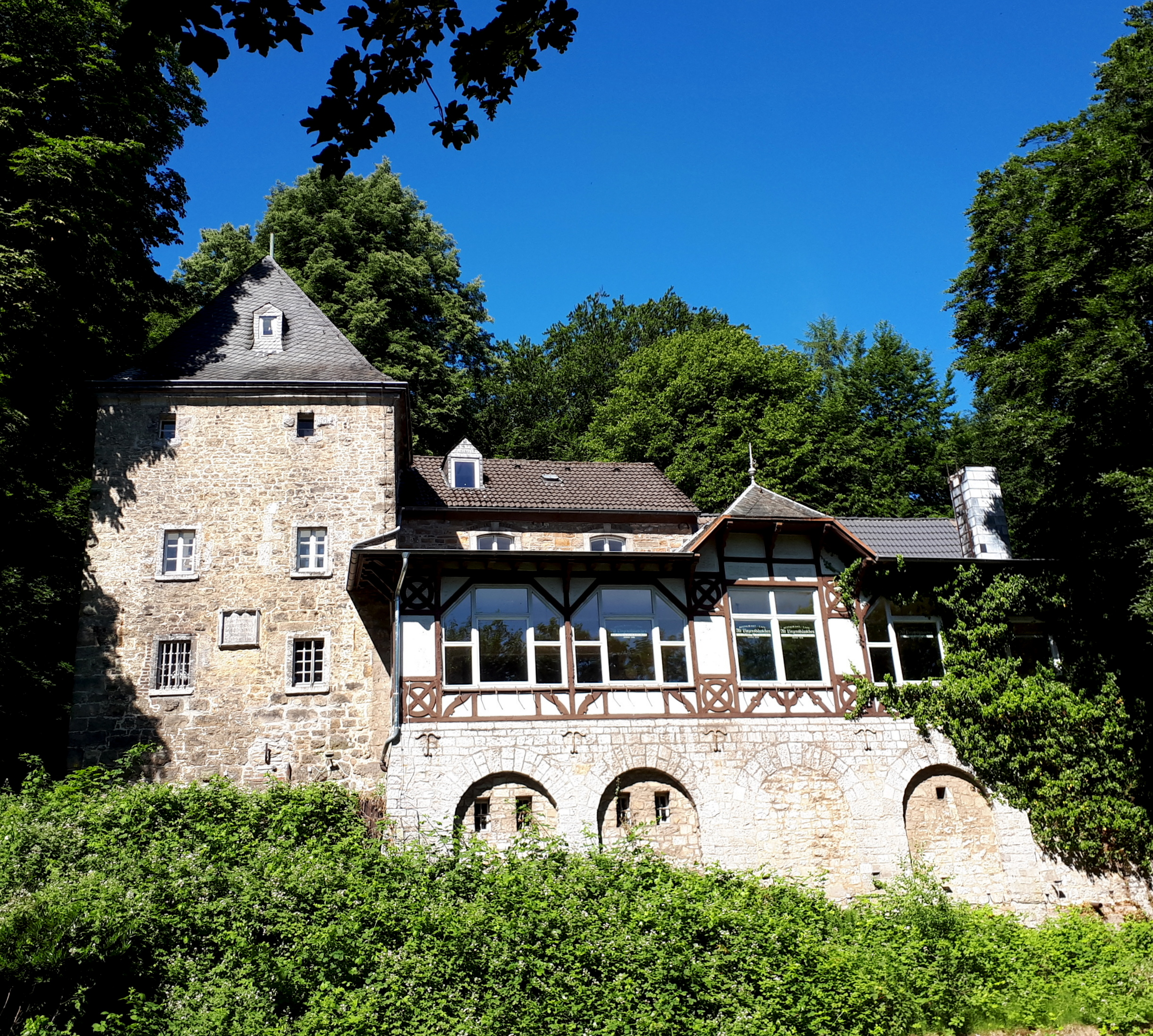
Alt-Linzenshäuschen
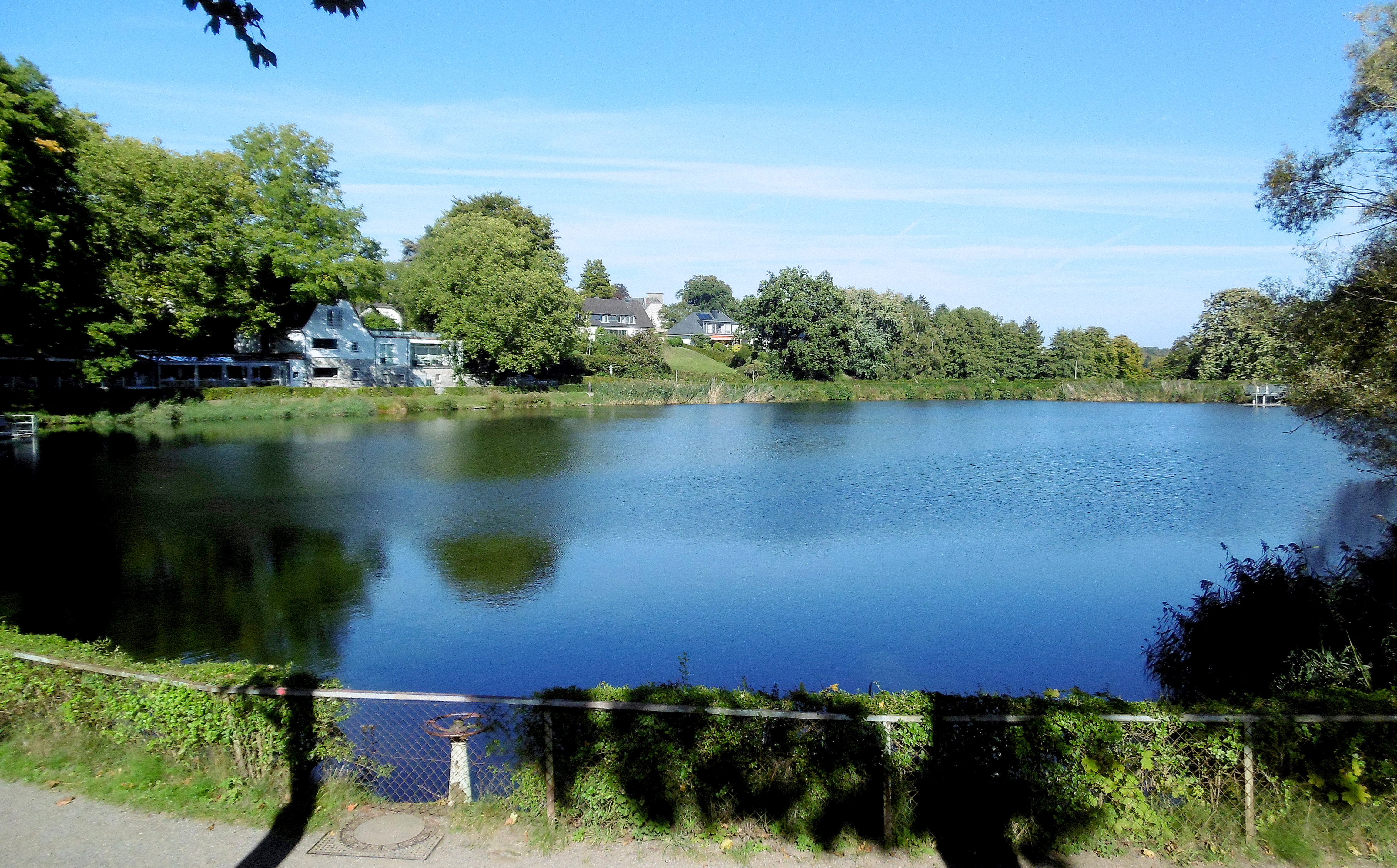
Stauanlage mit „Haus am See“
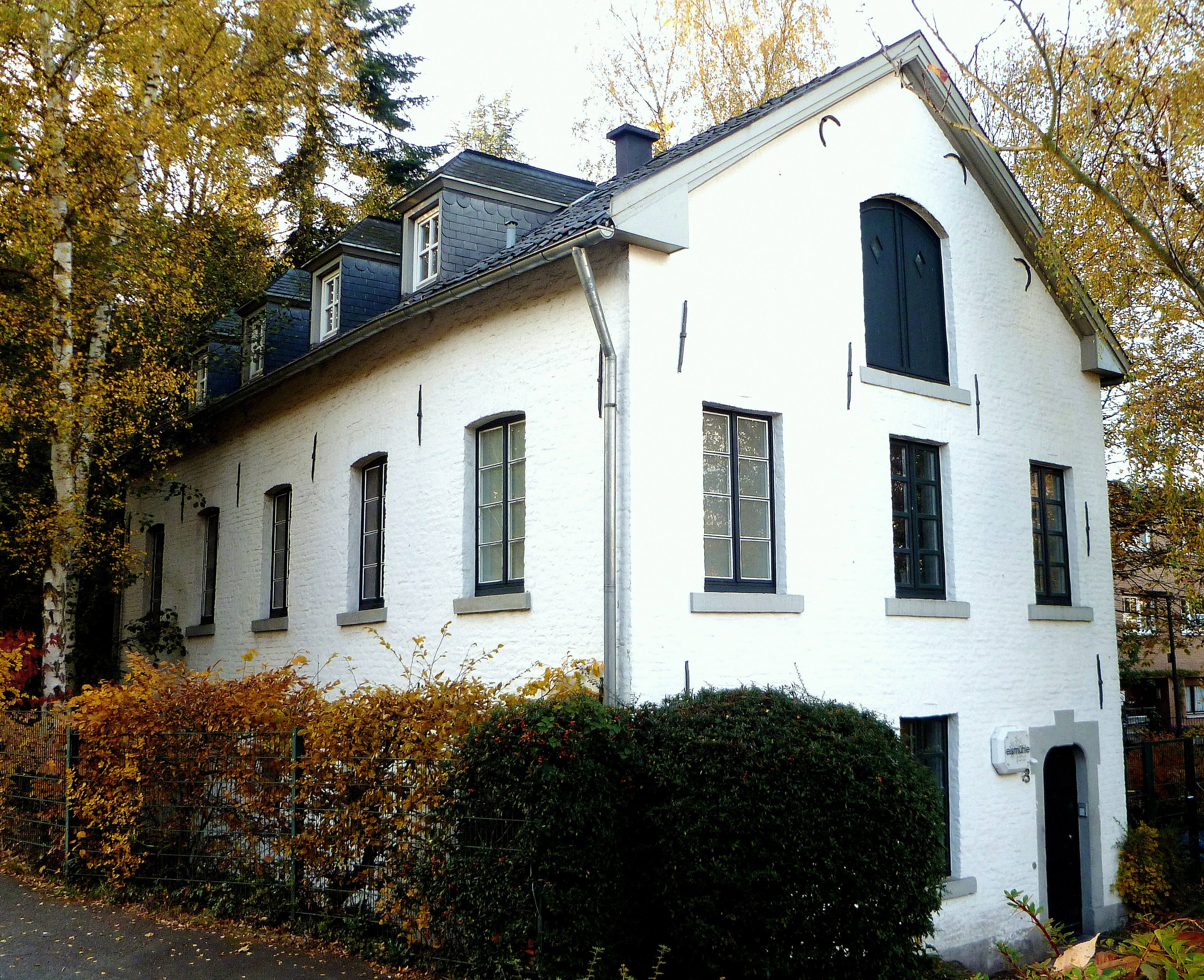
Eismühle
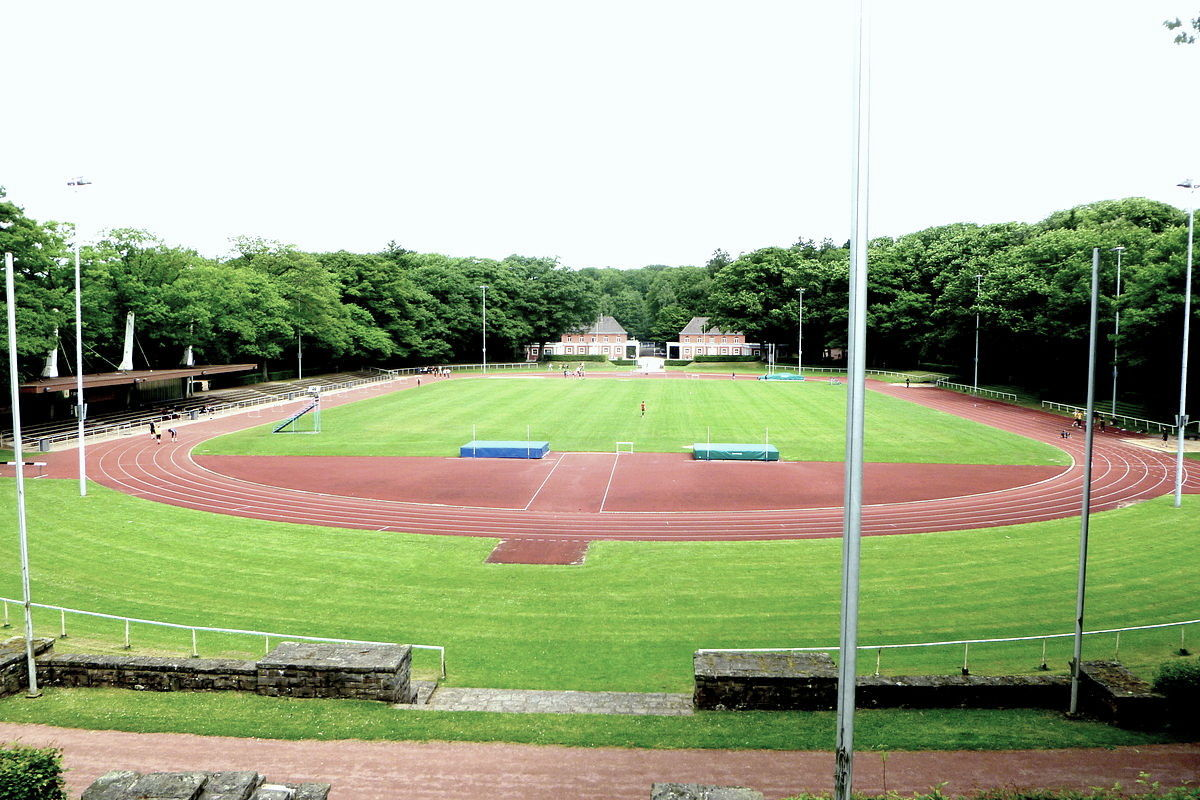
Waldstadion
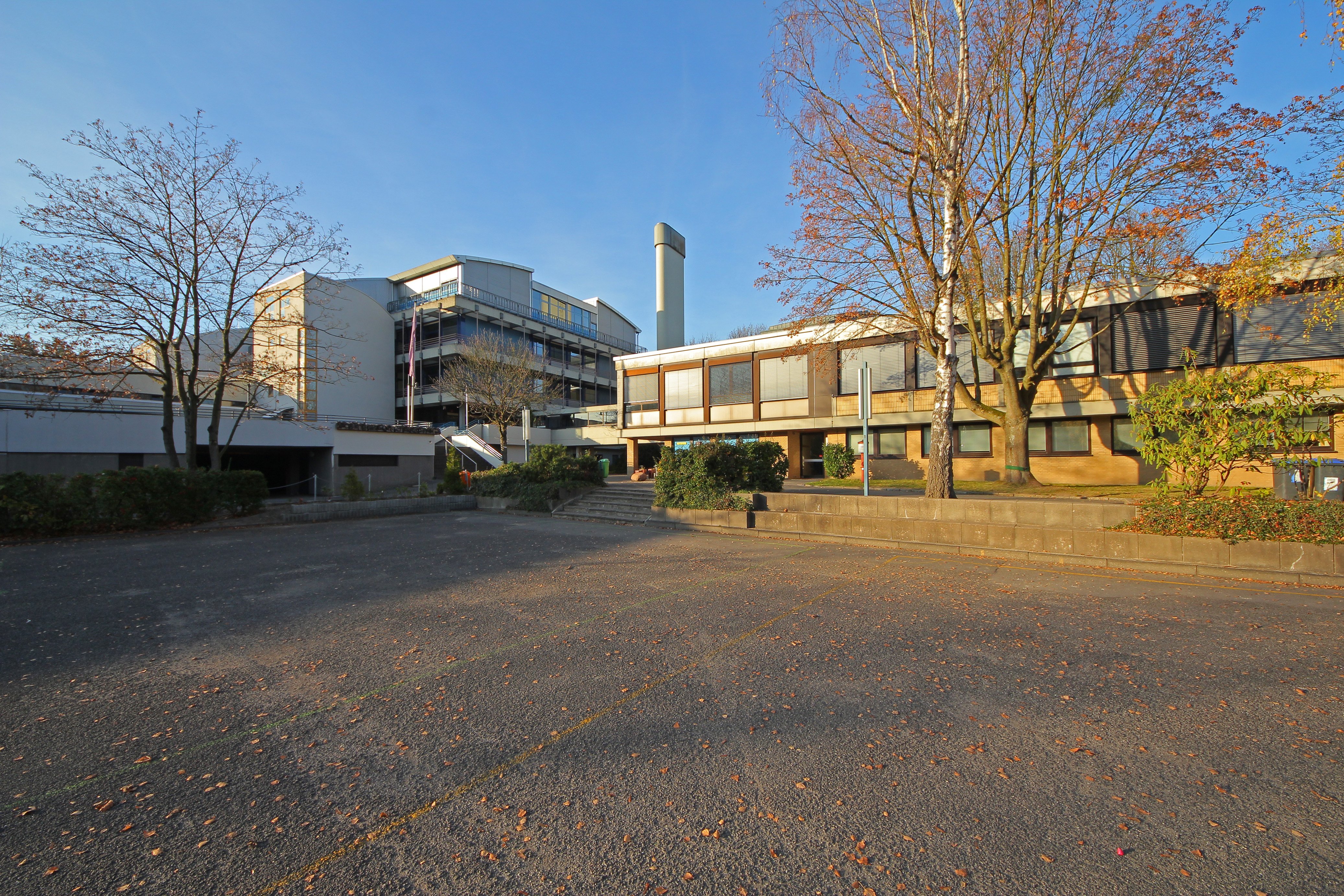
Bischöfliches Pius-Gymnasium
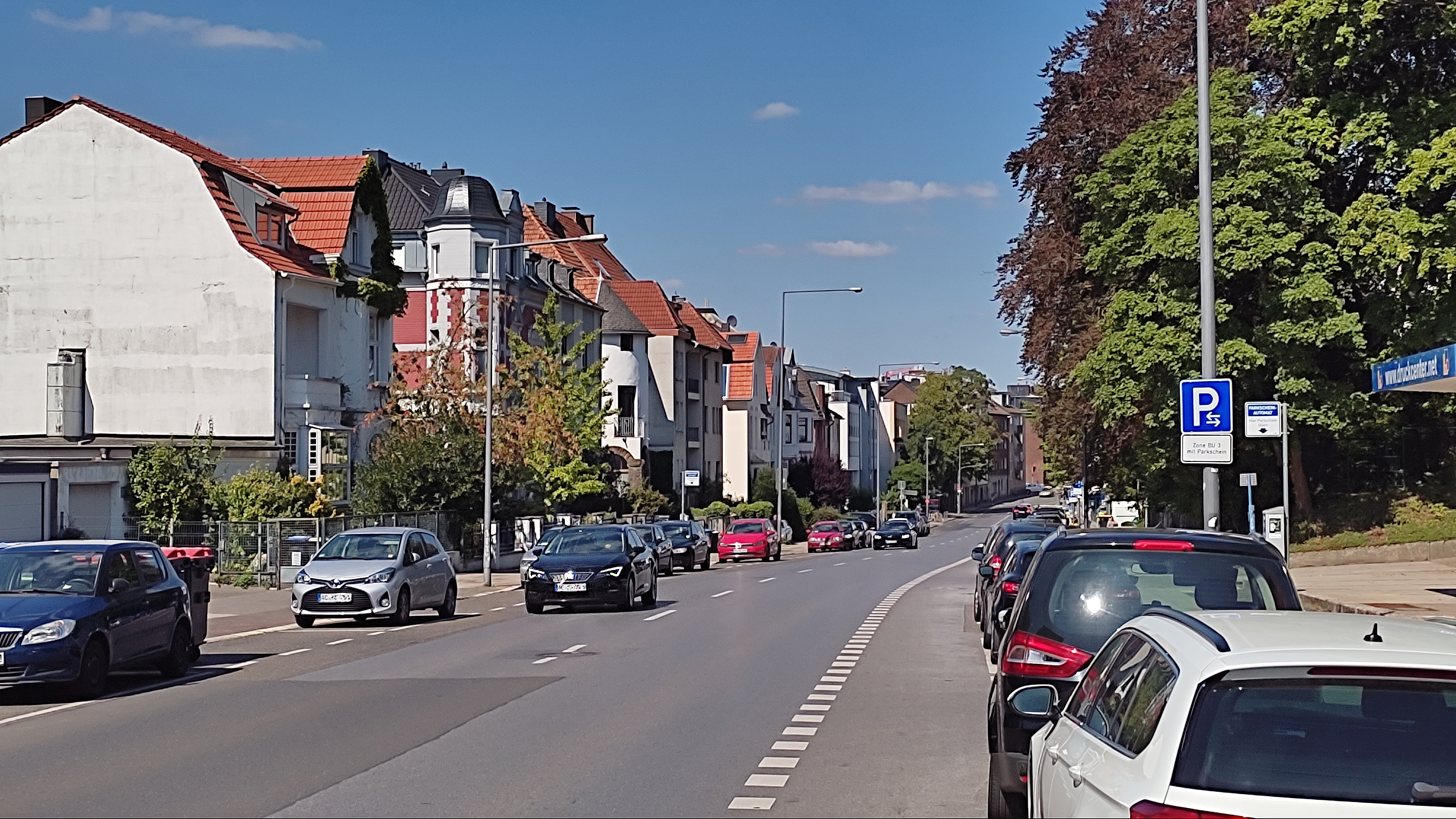
Eupener Straße

## Verkehr
Verkehrstechnisch erschlossen wird der Stadtbezirk Steinebrück durch die ASEAG mit folgenden Verbindungen:
| Linie | Betreiber   | Verlauf |
| ----- | ----------- | --- |
| 14    | ASEAG / TEC | Aachen Bushof – Elisenbrunnen – Misereor – Aachen Hbf – Burtscheid Hauptstr. – Diepenbenden – Linzenshäuschen – Köpfchen Grenze (D) – (Hauset (B) –) Eynatten (B) – (Raeren –) Kettenis – Eupen (AVV-Tarif gilt nur im deutschen Streckenabschnitt)                                                                |
| 34    | ASEAG       | (Kerkrade (NL) – Pannesheide (D)) / Kohlscheid Bf – Kohlscheid Weststr. – (Kohlscheid Markt – ) Rumpen – Berensberg – Grüner Weg – Aachen Bushof – Elisenbrunnen – Theater – Normaluhr – Burtscheid Hauptstr. – Diepenbenden                                                                                       |
| 54    | ASEAG       | Diepenbenden – Burtscheid Hauptstr. – Normaluhr – Theater – Elisenbrunnen – Aachen Bushof – Eurogress – Soers – Berensberg – Rumpen – Kohlscheid Markt – Klinkheide – Pannesheide – Straß – Herzogenrath Bf – Herzogenrath Schulzentrum / Waldfriedhof / (Ritzerfeld – Merkstein – Industriegebiet Boscheler Berg) |